# Orthoraphis metasticta
Orthoraphis metasticta là một loài bướm đêm trong họ Crambidae.